# Тарзан проналази сина!
Тарзан проналази сина! је филм из 1939. заснован на ликовима Едгара Рајса Бароуза. То је четврти филм из серијала о Тарзану у коме глуми Џони Вајсмилер.

## Улоге
| Глумац          | Улога                  |
| --------------- | ---------------------- |
| Џони Вајсмилер  | Тарзан                 |
| Морин О'Саливан | Џејн                   |
| Џони Шефилд     | дечак                  |
| Ијан Хантер     | господин Остин Лансинг |
| Хенри Стивенсон | Сер Томас Ланскинг     |
| Фрида Инескорт  | госпођа Ланскинг       |
| Хенри Вилкоксон | господин Санди         |
| Чита            | глуми себе             |